# Koningsdag (België)
Koningsdag (Frans: Fête du Roi, Duits: Festtag des Königs) is in België een feest ter ere van de koning, dat jaarlijks op 15 november wordt gevierd.

## Datum
Gedurende de regering van koning Leopold I werd de koning gevierd op de verjaardag van zijn eedaflegging (21 juli, thans de Nationale feestdag) en op zijn geboortedag, 16 december. Onder de regering van koning Leopold II, werd dat zijn naamdag op 15 november, in de Germaanse liturgie het feest van de Heilige Leopold. Albert I verplaatste het feest na zijn aantreden naar zijn naamdag 26 november, het feest van Albertus van Oberaltaich. Aangezien zijn moeder op die dag in 1912 overleed, werd al snel weer de datum van 15 november aangenomen. Deze datum lag vanaf 1922 echter dicht bij de nieuwe viering van Wapenstilstandsdag. Kardinaal Mercier stelde daarom voor de Zalige Albert de Grote als Belgische heilige aan te nemen en de viering te plaatsen op 27 november.
Bij de heiligverklaring van Albert de Grote in 1931 werd zijn feestdag in de Romeinse heiligenkalender ingeschreven op 15 november. De datum van het Koningsfeest werd dan ook vanaf het aantreden van koning Leopold III definitief vastgesteld op 15 november, zowel de feestdag van de Heilige Leopold als van de Heilige Albert.

## Naam
Het feest werd oorspronkelijk het Naamfeest van Zijne Majesteit de Koning genoemd. Tijdens het regentschap van prins Karel (1944-1950) besliste de regering in 1945 om de viering te hernoemen in Feest van de Dynastie en zo slechts indirect te verwijzen naar de afwezige koning.
Na het aantreden van koning Boudewijn I van België besloot hij in 1952 de viering te hernoemen tot Koningsdag. De benaming Feest van de Dynastie wordt soms nog gebruikt, ook al stuurde premier Jean Van Houtte in 1953 een circulaire rond met de melding dat deze benaming fout was.

## Viering
Koningsdag werd oorspronkelijk gevierd met een Te Deum in de Basiliek van Koekelberg. Deze dienst werd geleid door de aartsbisschop van Mechelen-Brussel. In het hele koninkrijk worden Te Deums en andere ceremoniële plechtigheden bijgewoond door de lokale autoriteiten.
In 2001 werd deze in wezen religieuze plechtigheid vervangen door een burgerlijke plechtigheid. Deze plechtige zitting, in aanwezigheid van de koninklijke familie en van prominente genodigden, bestaat uit toespraken, getuigenissen en de huldiging van verdienstelijke landgenoten. Deze plechtigheid vindt 's middags plaats in het Parlement
Het Te Deum in de voormiddag vindt, op initiatief van de kerkelijke overheid, nog steeds plaats in de Kathedraal van Sint-Michiel en Sint-Goedele, alsook in andere kerken. Ook op deze plechtigheid zijn de leden van de koninklijke familie aanwezig. 
Het koningspaar zelf is echter niet aanwezig op de plechtigheden.
Op deze dag worden - evenals op 8 april (de geboortedag van koning Albert I) - de onderscheidingen in de nationale orden (de Leopoldsorde, de Kroonorde en de Orde van Leopold II) uitgereikt. 
In de federale overheidsdiensten en sommige andere openbare diensten hebben de ambtenaren een vrije dag. In het leger is deze dag een feestdag die gevierd wordt met een banket ter ere van de koning. Tot en met 2020 was ook voor de Universiteit Gent Koningsdag een sluitingsdag.
Koningsdag is de officiële feestdag van de Duitstalige Gemeenschap van België.